# Danis philocrates
Danis philocrates är en fjärilsart som beskrevs av Hans Fruhstorfer 1915. Danis philocrates ingår i släktet Danis och familjen juvelvingar. Inga underarter finns listade i Catalogue of Life.